# Special Olympics Marshallinseln
Special Olympics Marshallinseln (englisch: Special Olympics Marshall Islands) ist der Verband von Special Olympics International, der weltweit größten Sportbewegung für Menschen mit geistiger Beeinträchtigung und Mehrfachbeeinträchtigung, auf den Marshallinseln. Ziel ist die sportliche Förderung dieser Personengruppe und die Sensibilisierung der Gesellschaft für sie. Außerdem betreut der Verband die Athletinnen und Athleten der Marshallinseln bei den Special Olympics Wettbewerben.

## Geschichte
Special Olympics Marshallinseln wurde 2018 gegründet.

## Aktivitäten
2018 waren 7 Athletinnen, Athleten und Unified Partner bei Special Olympics Marshallinseln registriert.
Der Verband nahm 2019 am Programm Young Athletes teil, die von Special Olympics International ins Leben gerufen worden war.

### Sportarten
2019 wurde vom Verband die Sportart Leichtathletik (Special Olympics) angeboten.

### Teilnahme an Weltspielen vor 2020
• 2019 Special Olympics, World Summer Games, Abu Dhabi

### Teilnahme an den Special Olympics World Summer Games 2023 in Berlin
Special Olympics Marshallinseln nahm an den Special Olympics World Summer Games 2023 teil. Die Delegation wurde vor den Spielen im Rahmen des Host Town Program vom Berliner Bezirk Marzahn-Hellersdorf betreut.